# Mehmet Köprülü
Mehmed Köprülü (albanais, Mehmed Pashë Kypriljoti) (né v. 1583, mort le 31 octobre 1661 à Edirne), est un grand vizir de l'Empire ottoman de 1656 à 1661.

## Biographie
D’origine albanaise, il accepte le poste de grand vizir à condition que le sultan ne s’oppose pas à ses décrets. Il rétablit l’ordre dans l’Empire ottoman : il exile les ulémas, met à mort 4 000 soldats insubordonnés et expulse les Vénitiens des Dardanelles. Il occupe Lemnos et Tenedos (1657) et enlève la Transylvanie à Georges II Rákóczy (1658). Il travaille à la réorganisation des finances. Il aurait fait mettre à mort pour concussions et fautes diverses quelque 36 000 fonctionnaires et employés du Sultan.
Il reste dans l'histoire comme celui qui a su restaurer les finances de l'État, reconstituer la force militaire et navale de l'Empire, et fournir à son souverain des meutes et des écuries superbes. À sa mort en 1661, il avait enrayé la décadence de l'Empire ottoman et laissait auprès du Sultan pour continuer son œuvre son fils Fazil Ahmed qui lui succède au même poste.